# Alonso de Luzón y Castilla
Alonso de Luzón y Castilla (Madrid, 1546-1620) fou un noble i militar castellà.

## Biografia
Nascut a Madrid el 1546, el seu bateig fou a l'església de Santiago el 15 de març. Era fill del comanador Francisco de Luzón i de María de Castilla y Guzmán.
Amb carrera militar, assistí amb el grau de capità a sufocar la revolta dels moriscos de Granada el 1569. El dia 17 de juny combaté amb gran ànim a la presa del fort del penyal de Frigiliana com a capità del terç de Nàpols, de la qual després en fou mestre de camp. L'any següent estigué present al setge de la vila de la Galera, dirigit per Joan d'Àustria, com un dels tres cavallers que assaltaren l'església, que era fora de la vila i aniquilà tots els musulmans que la defensaven. Després tornà a l'assalt de la població fins al dia 20 del mateix mes, que va sortir-ne ferit. Més tard, serví com amb el mateix Joan d'Àustria a Llevant, Itàlia, Flandes i a la Jornada d'Anglaterra, en la què el seu terç fou derrotat i després fou capturat a Irlanda juntament amb Rodrigo Lasso, germà del comte d'Arcos. Els portaren fins a la reina d'Anglaterra i reclosos en un castell fins al seu rescat per part de Felip II. Pels seus dilatats serveis, el monarca va concedir-li per una cèdula de 31 de gener de 1595 l'hàbit de Sant Jaume.
En tornar novament a Castella, es casà amb la seva neboda María de Guzmán y Aragón, amb qui tingué molta descendència. Entre els seus fills destaquen Baltasar i Francisco, ambdós de l'orde de Sant Jaume. Alonso morí a la cort vers el 1620 i fou sebollit a la capella de la seva família al convent de San Francisco.